# Зарічово
Зарічово — село в Ужгородському районі Закарпатської області на річці Уж.

## Назва
У 1995 р. назву села Зарічеве було змінено на Зарічово.

## Герб
У зеленому щиті з лазуровою главою поверх всього на зеленій землі срібна церква, що супроводжується з обох боків двома зеленими ялинами. У золотоій базі укорочена лазурова вузька хвилеподбна балка.

## Географія
На північній околиці присілку струмок Дверницький впадає у річку Уж.
Село лежить на річці Уж. Знаходиться на відстані 28.7 км від Ужгорода (якщо їхати автодорогою), і крім того є ще зв'язок залізницею.
Населення за переписом 2001 року складало 2283 людини. Поштовий індекс — 89212. Телефонний код — 3145. Займає площу 3,28 км ². До обласного центру відстань приблизно 25 км, до районного 6 км.

## Історія
Перша згадка про село відноситься до 1551 р. В латинському тексті йдеться про «прибуття Заріча в Унгі». Назва походить від того, що село розташоване за річкою Уж. У 1828 році тут проживало 1243 людини греко-католицького та 17 — юдейського віросповідання. За географічним словником Угорщини (1839) перших налічувалося 1206, а других — 25. У 1891 році в селі проживало 1502 людини, а через 90 років — в 1981 р. — 2253.
На печатці села зображена церква (мабуть, церква села), поруч високе дерево.

### Церква Різдва пр. Богородиці
Перша писемна згадка про село, розташоване за рікою Уж, датується 1551 роком. У 1751 р. в селі була дерев'яна церква Різдва пр. богородиці з трьома дзвонами, вона мала всі образи. Теперішня мурована церква споруджена на місці дерев'яної. Подібно до інших церков 18 ст., споруда має добрі пропорції, стрункі лінії башти і чудове розташування на пагорбі. Стіни церкви зведено в 1765 р. зусиллями місцевого пароха Матея Теодоровича.
Про історію спорудження розповідає текст на зворотному боці іконостасу: «Храмъ сей Божій выстроенный 1770 г., а іконостасъ и олтаръ вирізанный и расписаный 1809 г. різбарємъ Духновмчемъ а іконопнсцемъ Тимофємъ Кагарскимъ. Парохомъ был: В. Ивашковичъ, кураторами: Лицо М., Бодакъ В., Бодакъ Ф., Геричъ М., Керецманъ Ф. Божій храмъ расписанный а жертвенникъ и казательницд поставленны 1859 г. діствїемъ їконопнсца Ф. Видра, маляра Августа Свободы и золотника Ф. Поволиі. Сіє благое діло проведено во время пароха и наместника В. Медвецкого кураторовъ: Керецманъ Г., Мулєса М. при содійствіи всей громады, а особливо Мулєса Ф., Чилипка М., Мулеса П., Клин И., Мулеса В., Бодак Ф.»
У 1905 р. в Ужгороді, у ливарній майстерні Ф. Еґрі куплено дзвони за 5500 корон. Малий дзвін з написом: «IN DEORUM JESUS NAZARENI 1750» залишився зі старого комплекту. У 1917 р. ґонтове покриття дахів замінено бляшаним. У 1958 р. за священика В. Дунди, кураторів Ю. Герича та П. Магади художник С. Сарновський та маляр Баняс повторно розмалювали храм. У 1988 р. майстер О. Естрайхер зробив зовнішню штукатурку. У 1989 р. за священика С. Шутка під керівництвом Іллі Примича Іван Сідун вирізав новий іконостас, а художник В. Ф. Ковач намалював ікони.
Останнє оновлення та малювання інтер'єру виконали в 1996 р. за священика Володимира Кричфалушія художники Юрій Келеманик, Ярослав Керецман, Йосип Гайзлер та маляр Михайло Мага.
в Зарічові є монастир:
- Жіночий монастир на честь Святої Рівноапостольної Марії Магдалини Мукачівської єпархії Української Православної Церкви (Московський патріархат).

## Населення
Згідно з переписом УРСР 1989 року чисельність наявного населення села становила 2287 осіб, з яких 1030 чоловіків та 1257 жінок.
За переписом населення України 2001 року в селі мешкало 2279 осіб.

### Мова
Розподіл населення за рідною мовою за даними перепису 2001 року:
| Мова       | Відсоток |
| ---------- | -------- |
| українська | 98,77 %  |
| російська  | 0,61 %   |
| угорська   | 0,18 %   |
| молдовська | 0,13 %   |
| словацька  | 0,09 %   |
| інші       | 0,22 %   |

## Освіта
В селі знаходиться дитячий садок.
Також дві школи: в одній проходить навчання дітей 1-4 класів, у другій — 5-9 класи.
Тут знаходиться посилання на школу: http://school_zarichevo.klasna.com/ [Архівовано 2 грудня 2019 у Wayback Machine.]

## Економіка
В селі знаходяться декілька маленьких підприємств, зокрема: Два підприємства по обробці деревини, у якій випускаються напівфабрикати, — дерев'яні дошки.
Знаходиться кормова база для сільськогосподарських тварин, яка обслуговує значну кількість покупців, та деякі продукти для людей.
Підприємство по виробництву пам'ятників.

## Туризм
В селі знаходиться туристична база, у верхній частині села.

## Культура
В Зарічеві є хата-музей «Лемківська садиба», яка відображає життя і побут одної із етнографічних груп — Лемків. Музей «Лемківська садиба» створено 1985 р.
Він міститься в одній з аутентичних лемківських осель (1902 р.), яка розташована на окремому пагорбі, звідки відкривається чудовий краєвид Ужанської долини.
У хаті відтворений інтер'єр, типовий для лемківського житла початку ХХ ст.
Духовну культуру лемків зберігає і відтворює фольклорно-етнографічний ансамбль «Лемківчанка».
Жінки, учасниці ансамблю, збираються до старої хати на «прядки», передають молодим народну мудрість, щедрість своєї душі.
Для туристів вони представляють фольклорну композицію із народними піснями, жартами та танцями.
При бажанні, відвідувачів пригостять традиційними стравами лемківської кухні та лемківським диво-напоєм (трав'яним чаєм із семи трав, зібраними в п'ятницю на світанку напередодні «Зелених Свят» в місцевих горах).
1988 р. музею присвоєно звання «Народний музей».

## Відомі люди

### Уродженці
- Бабинець Йосип Михайлович — український живописець
- Гарайда Іван(1905-1944) -лінгвіст,педагог,перекладач,видавець,просвітитель.З 1935 -громадянин Польщі.З початком війни заарештований гестапо разом з іншими професорами  Краківського університету,де працював.Звільнений з концтабору Заксенхаузен на вимогу угорського уряду,повернувся в Ужгород,де очолив  "Підкарпатське Общество Наук"(ПОН).Видавав журнал "Зоря".17 листопада 1944 заарештований контррозвідкою "Смерш" і звинувачений у "антирадянскій  агітації".Помер в тюрмі в Ужгороді.

## Туристичні місця
- храм Різдва пр. Богородиці
- Жіночий монастир на честь Святої Рівноапостольної Марії Магдалини 
- хата-музей «Лемківська садиба»